# Хидеки Маеда
Хидеки Маеда (јап. 前田 秀樹; Кјото, 13. мај 1954) бивши је јапански фудбалер.

## Каријера
Током каријере је играо за Фурукава.

## Репрезентација
За репрезентацију Јапана дебитовао је 1975. године. За тај тим је одиграо 65 утакмица и постигао 11 голова.

## Статистика
| Јапан  | Јапан   | Јапан  |
| Година | Наступи | Голови |
| ------ | ------- | ------ |
| 1975.  | 5       | 1      |
| 1976.  | 6       | 1      |
| 1977.  | 3       | 0      |
| 1978.  | 7       | 1      |
| 1979.  | 9       | 3      |
| 1980.  | 11      | 3      |
| 1981.  | 11      | 0      |
| 1982.  | 3       | 0      |
| 1983.  | 7       | 2      |
| 1984.  | 3       | 0      |
| Укупно | 65      | 11     |